# Агалатово

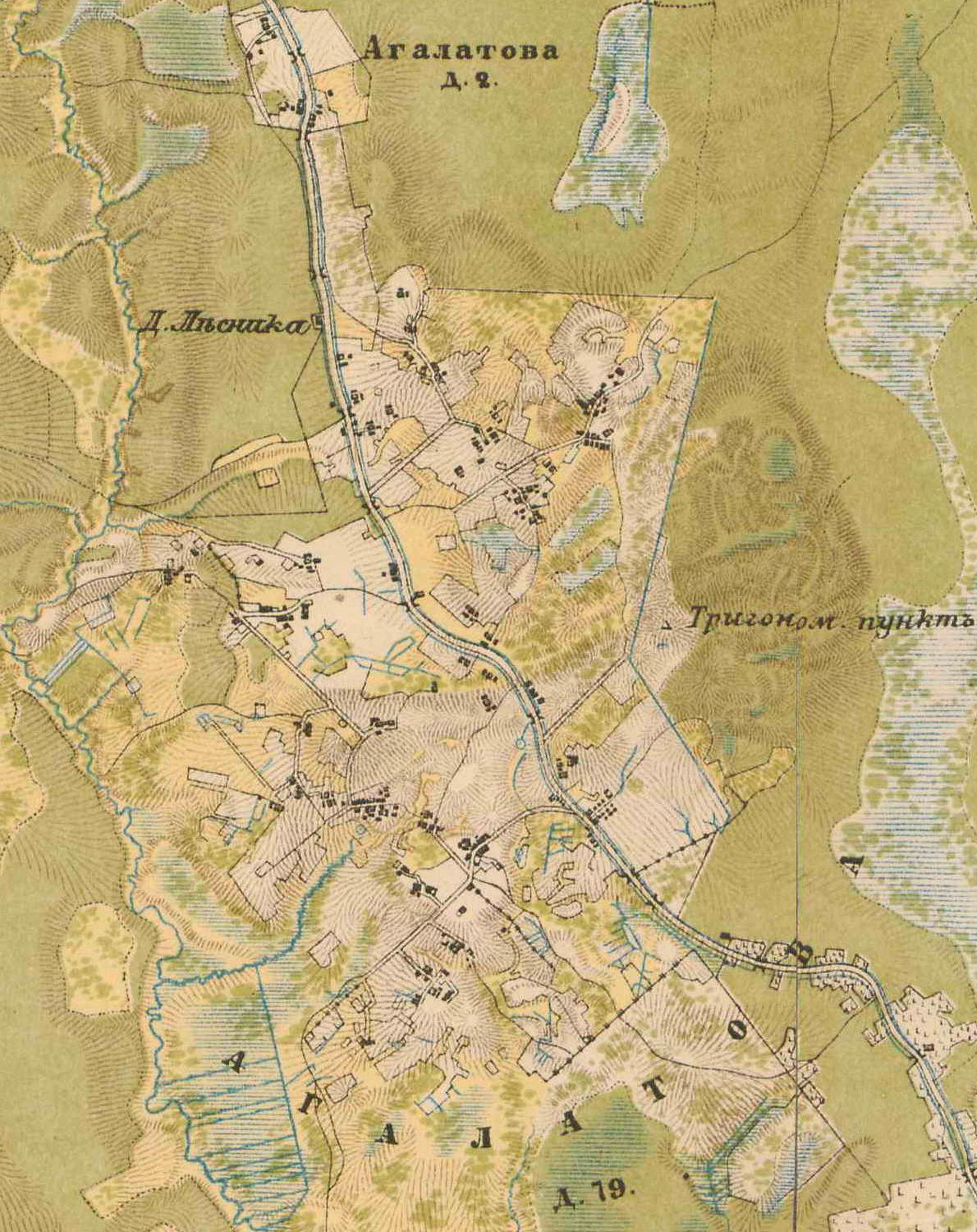
План села Агалатово. 1885 р.

Агалатово (фін. Ohalatva — верхів'я Охти)  — село, центр Агалатовського сільського поселення Всеволозького району Ленінградської області. 

## Географія
Село розташоване на автотрасі А129, на лівому березі річки Охти. 

## Демографія

### Національний склад
За даними перепису 2002 року, національний склад населення Агалатового виглядав таким чином: 
- росіяни  — 4034 (79,8 %);
- українці  — 403 (8,0 %);
- білоруси  — 141 (2,8 %);
- татари  — 68 (1,4 %);
- інші  — 407 (8,1 %).

## Транспорт
Через село проходять наступні приміські автобусні маршрути: 
- № 433 Санкт-Петербург  — Агалатово
- № 436 Санкт-Петербург  — Керрі
- № 447 Агалатово  — зал. станція Пісочна
- № 567  Санкт-Петербург  — Єлізаветинка
- № 690 Санкт-Петербург  — Стєкляний